# La Mort de Mario Ricci
La Mort de Mario Ricci, conocida como La muerte de Mario Ricci, es una película dramática suizo-francesa de 1983 dirigida por Claude Goretta. Se inscribió en el Festival de Cine de Cannes de 1983, donde Gian Maria Volonté ganó el premio al Mejor Actor .

## Sinopsis
Al pasar por un pueblo suizo, un periodista trata de aclarar las circunstancias de la muerte de un obrero italiano.

## Reparto
- Gian Maria Volonté - Bernard Fontana
- Magali Noël - Solange
- Heinz Bennent - Henri Kremer
- Mimsy Farmer - Cathy Burns
- Jean-Michel Dupuis - Didier Meylan
- Michel Robin - Fernand Blondel
- Lucas Belvaux - Stephane Coutaz
- Claudio Caramaschi - Giuseppe Cardetti
- Roger Jendly - Francis
- Bernard-Pierre Donnadieu - Jacky Vermot
- Michel Cassagne - Armand Barbezat
- Michael Hinz - Otto Schmidhauser
- Marblum Jequier - Odette Simonet
- Jean-Claude Perrin - Edgar Simonet
- André Schmidt - Maurice Coutaz